# 吸菸
吸菸（英語：Tobacco smoking，粵語：食煙，客家語：食菸，閩南語：食薰），或稱抽煙、喫煙。是從燃燒煙草產品吸食煙草的致癮化學物質尼古丁，這種攝取方式字面意義也可以指大麻、煙毒與鴉片的應用，但一般特別是指吸食香煙、雪茄及煙斗等抽食菸草產品的行為，香煙的主要成份包括尼古丁、焦油及一氧化碳。
吸煙者及被動吸二手煙者會吸入數千種有害化學物質，吸煙除了引致牙齒變色、咳嗽、口臭、痰多及喉部不適外，也會導致牙垢累積加速及讓牙周炎惡化，更會引致各種病症，尤其是肺癌等疾病造成肺部嚴重損害。因此歐盟及美國都允許雇主拒絕聘用及開除吸菸者，而許多國家也規定室內公共場所不得吸菸、禁菸令也開始延伸至許多室外場所、有一些地方甚至立法禁止私人住宅吸菸。

## 歷史

### 早期
吸菸的歷史，可以追溯到公元前五千年至公元前三千年，在南美培育農產品消費開始，或者因意外事故或探索其他方式消費的意圖，後來逐漸演變成燃燒植物物質。許多古代文明，如巴比倫人、印度人和中國人在宗教儀式中燒香，在美洲，巫師焚香的儀式可能是它的起源。
北美東部的部落會進行大量的菸草袋貿易，部落的人民往往會用煙斗抽菸、吸菸。他們把菸草當作醫藥用途，做為一種止痛劑，用於耳痛及牙痛。

### 流行

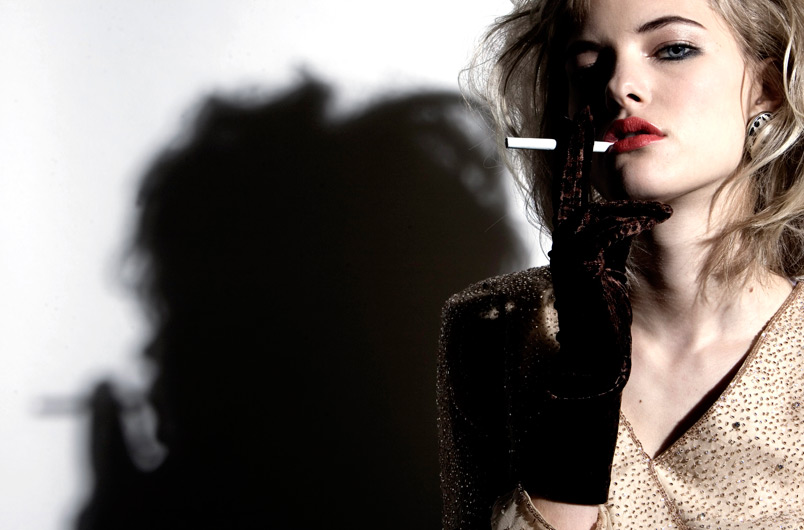
一個以吸菸者為主角的時裝攝影作品。

美洲印第安人很早就在种植烟草，哥倫布親見阿拉瓦肯族（Arawakan）印第安人的煙草。詹姆斯城（Jamestown）人約翰·羅爾夫是第一個知道如何種植煙草的歐洲人。1612年羅爾夫引進素質優良的煙草種子，種出來的菸草品質更好。他在弗吉尼亚州种植，并出售到英国，風味更受歡迎。約翰.羅爾夫和包爾坦酋長的女兒宝嘉康蒂結為夫妻。他們的儿子Thomas Rolfe继承了父亲的烟草种植业。
法國人Jean Nicot在1560年推出法國煙草，蔓延到英國。如同咖啡和鴉片，煙草最初只是許多醫藥用麻醉品的一種。
香煙約於明朝末年傳入中國。1637年，崇禎為了禁烟，勒令以斬首示眾懲罰私種、私售者。不過，在遼東與努爾哈赤苦戰的兵部尚書洪承疇卻上奏說“遼東士卒，嗜此若命”，導致禁烟過程出現障礙。《清史稿》列傳十八，遼西將領孫得功駐守義州時曾疏言：“禁淡巴菰，令未能行。步兵皆用火器，尤宜申谕戒革……”。清初士人王士禛的筆記記載：“今世公卿、士大夫，下逮輿隸婦女，無不嗜烟草，田家種之連畛，頗獲厚利。考之《本草》、《爾雅》，皆不載。”
佛教和尚戒饮酒，酒是五戒之一，但未提到戒菸。《四分戒》中第四卷甚至提到釋迦文佛教大家，为了治疗熱帶疾病，去吸食一些藥草煙霧的方法。但中国佛协第六届全国代表会议，通过《全国汉传佛教寺院共住规约通则》中，卻是明确禁止吸煙。
目前只有略高于5%的世界人口受到反吸烟法的保护。世界衛生組織估计，与吸烟相关的疾病每年导致大约500万人过早死亡，其中有大约60万非吸烟者死于二手烟的危害。

## 吸菸習慣
吸食菸草的習慣方式有所不同，例如吸食紙菸時會將菸霧吸入肺部，至於使用菸斗和雪茄時，就只將菸霧吸取後從嘴裡釋出。據信，人類吸食菸草習慣在公元前三千至五千年已在中美洲和南美洲就已經開始。在17世紀後期，菸草由歐洲殖民者引入歐亞大陸，並沿著當時的貿易路線傳播。吸菸行為在菸草初進入西方世界時就曾遭到批評，但在自動捲菸設備普及後，助長該行為的傳播，吸菸習慣逐漸融入社會各個階層。
菸草是最常見的吸食產品，通常與添加劑混合後燃燒，然後吸入菸霧，活性物質會在肺泡或口腔黏膜被吸收。香菸菸霧中的許多物質會引發神經末梢的化學反應，從而提高心率、警覺性和神經反應時間，還會釋放多巴胺和內啡肽，引發大腦快樂的感覺。
在1920年代後期，德國科學家已發現吸菸與肺癌之間的關聯性，因此引發現代史上的第一次反菸運動，但二次世界大戰時，由於軍人在外戰鬥，普遍吸菸提神成癮，這個運動即告夭折。1950年代，英國研究人員證明吸菸與癌症間的明確關係。此後科學證據不斷的增加，人們採取反對吸菸的諸多政治行動。
自1965年以來，發達國家的香菸消費比率開始下降，然而在發展中國家仍在繼續攀升。在2008年到2010年，14個開發中國家的15歲以上民眾，仍有大約49%的男性和11%的女性吸菸，其中約80%的菸草使用者是吸食紙菸。根據世界衛生組織統計，80%的吸菸者居住於低、中收入的國家。此外，不論性別，教育程度與收入較低者，有較高的比例吸菸習慣與使用量。
吸菸的性別比率男女有差距，但在較低年齡層組中該差異往往不太明顯。許多吸菸者從青春期或成年早期開始。在初始階段，大多會有感知快樂和社會同儕的壓力，抵消初嘗試產生的不愉快，包括噁心和咳嗽。2009年，研究者曾對中學七年級學生進行第一次吸菸經歷的研究發現：導致學生吸菸的主要因素是香菸廣告，家庭成員或朋友的吸菸行為也會成為學生吸菸的一種鼓勵。

## 吸煙的影響

### 毒性比較

醫學期刊《柳叶刀》常見管制藥品比較圖顯示合法毒品、菸、酒的傷害性及成癮性其實不低。数据为从业专家打分平均。

### 尼古丁與吸菸的影響
- 腦部受損
- 引致嚴重疾病、癌症，如：中風、口腔癌、咽喉癌、鼻咽癌、壞血病、微量營養素缺乏病、食道癌、肺癌、支氣管炎、心臟病、胃潰瘍、阳痿[27]
- 影響腦部神經，使人上癮，對未成年人有害。

根據美國疾病管制與預防中心(CDC)的資料，美國每日吸菸的癮君子中，有近9成是在18歲之前即開始。而99%的成年吸煙者平均是從26歲開始。全世界每超過五秒鐘就有一人因吸菸而死亡。90%以上的吸菸者在21歲前開始吸菸，88%以上的吸菸者在18歲以前開始吸菸。吸菸者的菸齡平均達20至30年，吸菸者壽命比不吸菸者約減少20至25年。
全球死亡人數中有10%可歸於吸菸造成的傷害，吸菸者中有33%至50%死於菸害，世界上吸菸者較不吸菸者平均早逝15年。

## 戒菸運動

### MPOWER運動
公共衛生領域的學者為了將戒菸進行有系統的組織，將其中可以進行的活動及提倡行為整理出MPOWER口訣以方便戒菸活動的推廣。
MPOWER口訣：
1. Monitor & polities：監測菸草使用及預防政策
2. Protect：保護民眾免於二手菸害
3. Offer help：提供戒菸服務
4. Warn：警示菸品危害
5. Enforce ads：禁止菸品廣告、促銷及贊助
6. Rise taxes：提高菸稅

## 世界各地吸菸及吸菸率相關訊息

### 中华民国（台湾）
根據2019年的新聞報導，台灣從1997年施行《菸害防治法》，然後透過逐步加重菸捐，擴大禁菸範圍的做法，終於收到效果。在2017年的成人吸菸率已降到14.5%，較日本的18.3%、韓國的18.4%和中國的24.7%為低。但台灣在2018年的國中生吸菸率為2.8%，高中職生吸菸率為8%，雖說是呈下降趨勢，這些比率仍不容忽視。已於2023年修正《菸害防治法》，吸煙年齡提升至20歲。

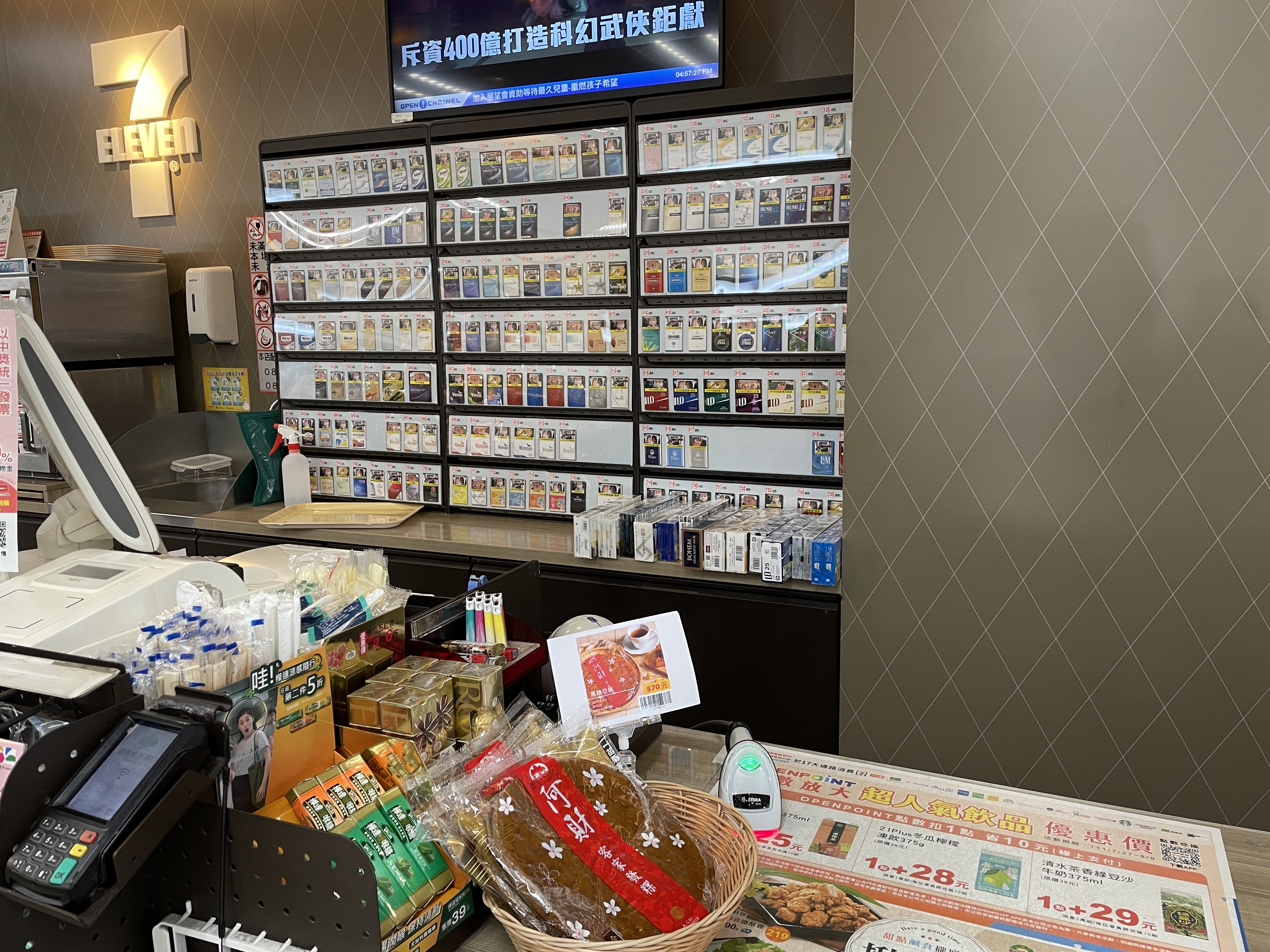
一處台北市的便利商店櫃檯。根據規定，業者必須確定購買者滿20歲後，方得出售香菸
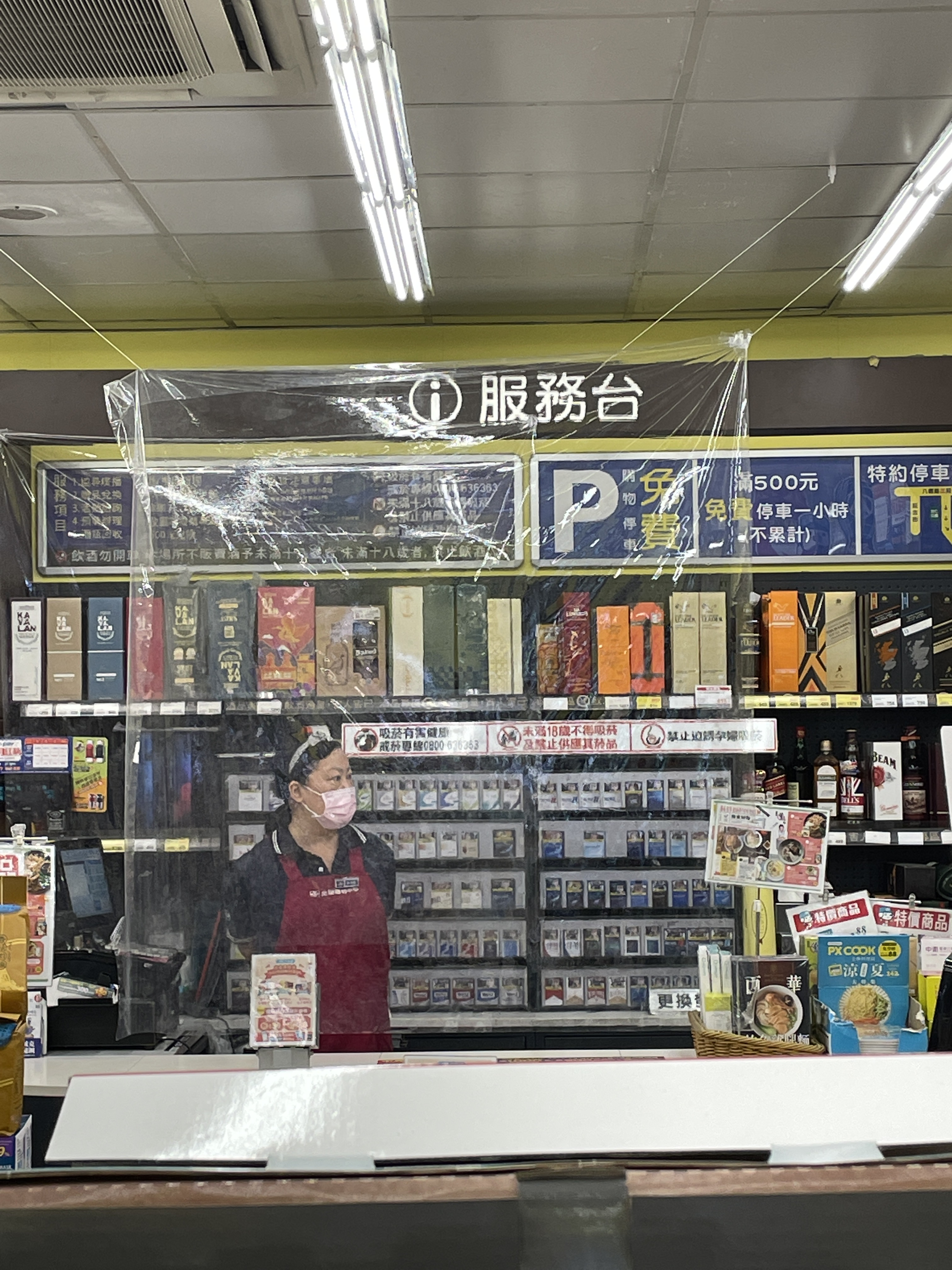
一處台北市的超市櫃檯。業者必須確定購買者滿20歲後，方得出售香菸

### 美國
根據一項報導，CDC資料顯示美國成年人的吸菸率在2018年創下新低，為13.7%，而聯邦政府的資料顯示該國在1965年的成人吸菸率達到40%。而根據CDC發布的資料，美國在2020年，滿18歲者的吸菸率為12.5%。表示美國的這類吸菸人口達到3,080萬。美國與吸菸有關的死亡人數一年有48萬人，佔該國全部死亡人數的5分之1。

### 中國
根據一份在2014年11月發布的報告，中國的吸菸人口在2013年為3億出頭，數量為世界之最。男性吸菸的比率超過50%。每年中國人有130萬人死於與吸煙相關的疾病，如果趨勢維持不變，到2030年的死亡人數會達到350萬人。
根據一份2022年的資料，中國年齡在15歲以上人口，使用菸草產品的比率為24.7%，在2010年的比率為27.1%，而在2000年則為30.1%，已有改進。